# 1106
1106 (MCVI) var ett normalår som började en måndag i den julianska kalendern.

## Händelser

### Okänt datum
- Jón Ogmundsson blir den förste biskopen på biskopssätet på Hólar ("at Hólum") på Island.

## Födda
- 12 april – Rikissa av Polen, drottning av Västergötland 1127–1130 (gift med Magnus Nilsson) och av Sverige från 1148 till sin död på 1150-talet (gift med Sverker den äldre).
- Celestinus III, född Giacinto Bobone Orsini, påve 1191–1198 (född omkring detta år).
- Magnus Nilsson, dansk prins, kung av Västergötland och svensk tronpretendent 1125–1130 (möjligen även född påföljande år).

## Avlidna
- 7 augusti – Henrik IV, tysk-romersk kejsare sedan 1084.
- 23 augusti – Magnus Billung, hertig av Sachsen sedan 1072.